# KV50–KV52

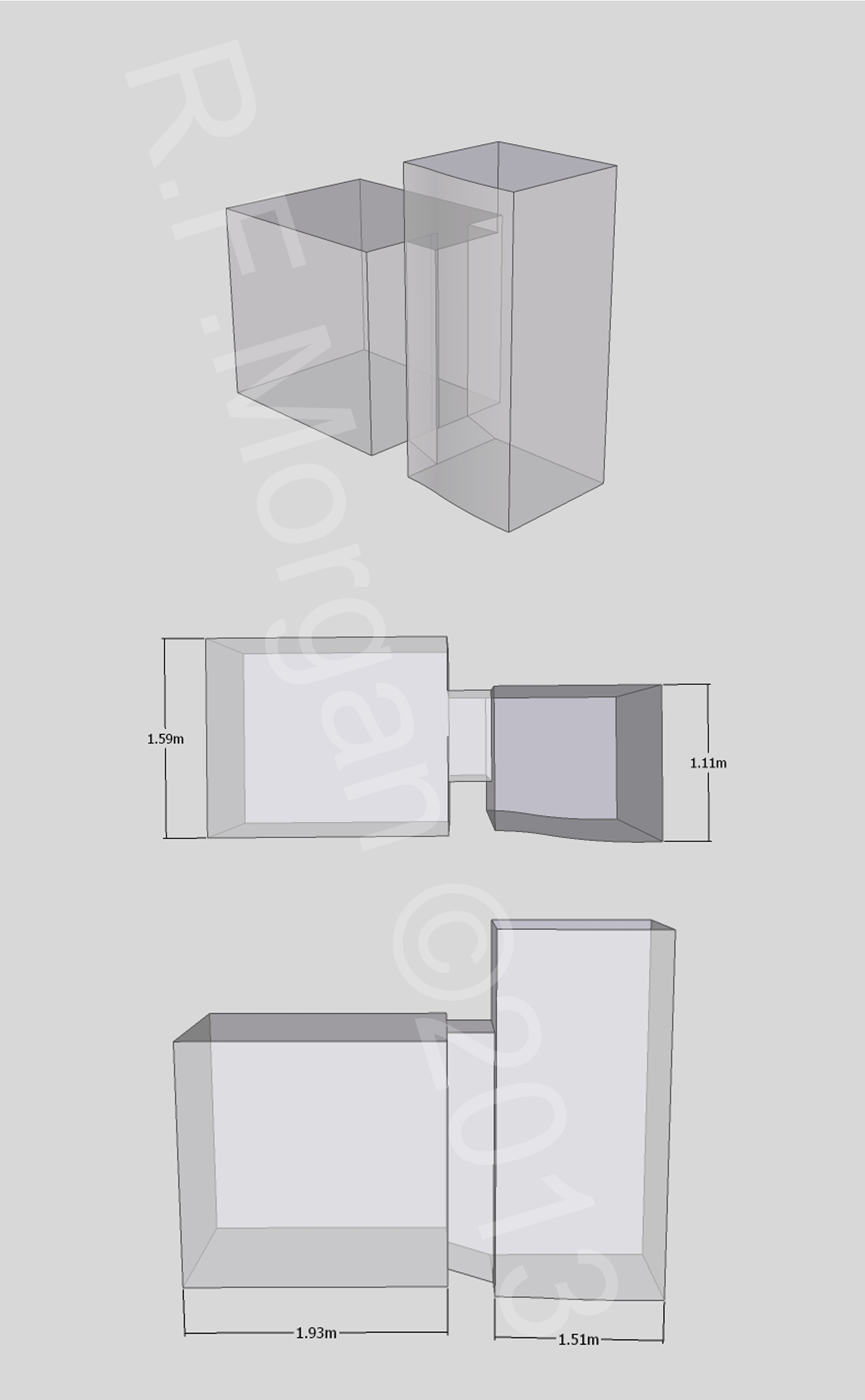
Isometrische Darstellung, Grundriss und Schnittzeichnung von KV50

Bei den Gräbern KV50, KV51 und KV52 (Kings’ Valley no. 50–52) handelt es sich um altägyptische Tiergräber mit den Nummern 50 bis 52 im Tal der Könige, die in die 18. Dynastie datiert werden. Die Gräber wurden in der Grabungssaison 1905–1906 von Edward R. Ayrton entdeckt, der für Theodore M. Davis grub. Die Ergebnisse der Grabungsarbeiten wurden 1908 von Ayrton für Davis publiziert.

## Gräber
Bei allen drei Gräbern handelt es sich um sogenannte Tiergräber, also Ruhestätten, die ausschließlich Bestattungen von Tieren aufwiesen. Dies bedeutet, dass das Tal der Könige offenbar nicht nur für die Bestattungen von Königen, deren bevorzugten Beamten oder Familienmitgliedern diente, sondern auch letzte Ruhestätte der Schoßtiere des Königs war. Alle Tiergräber befinden sich in der Nähe von KV35, dem Grab Amenophis II., woraus geschlossen wurde, dass dieser „Tierfriedhof“ zu seinem Grab gehört. Allerdings konnte dies bisher nicht bestätigt werden. Alle drei Gräber wurden in der Antike beraubt und sind heute unzugänglich und mit Schutt aufgefüllt.

### KV50
KV50 besteht aus einem absteigenden Gang und einer Kammer. Das Grab ist undekoriert und beinhaltete außer Bestattungsutensilien zwei Tiermumien: einen Hund und einen Affen.

### KV51
Wie KV50, hat auch KV51 einen Gang, der in einer Kammer endet. Dieses Grab weist ebenfalls keine Dekoration auf und beinhaltete außer Bestattungsutensilien, Mumienbinden und Schmuckstücken die höchste Anzahl an Tiermumien: drei Affen, einen Pavian, drei Enten und einen Ibis. Ayrton barg hier eine Kanopenverpackungsmaske. KV51 hob sich nicht nur in der Anzahl der Tierbestattungen gegenüber den beiden anderen Gräbern hervor, sondern auch durch eine weitere Besonderheit, wie Joseph Lindon Smith berichtete:
„Das bizarrste Schaustück in KV51 war ein perfekt erhaltener, großer und völlig uneingewickelter Affe, der ein Halsband aus kleinen blauen Schmucksteinen trug.“

### KV52
Auch KV52 besteht aus einem kleinen Gang und einer einzigen Kammer und ist wie KV50 und KV51 undekoriert. Es beinhaltete neben einer Tiermumie, einem Affen, auch Bestattungsutensilien, darunter Mumienbinden.

## Zustand der Tiermumien
Offenbar wurden die Tiermumien wie menschliche Leichen einbalsamiert und eingewickelt. Bei einigen Exemplaren wurden Schmuckbeigaben gefunden. Des Weiteren waren die meisten Tiermumien auch eingesargt.